# Zabródnie
Zabródnie (do 1996 Zabrudzie) – część wsi Tończa w Polsce położona w województwie mazowieckim, w powiecie węgrowskim, w gminie Liw.
Janówki stanowią samodzielne sołectwo.
W latach 1975–1998 administracyjnie należało do województwa siedleckiego.
Wierni kościoła rzymskokatolickiego należą do parafii św. Michała Archanioła w Starejwsi.